# Schloss Johannstorf

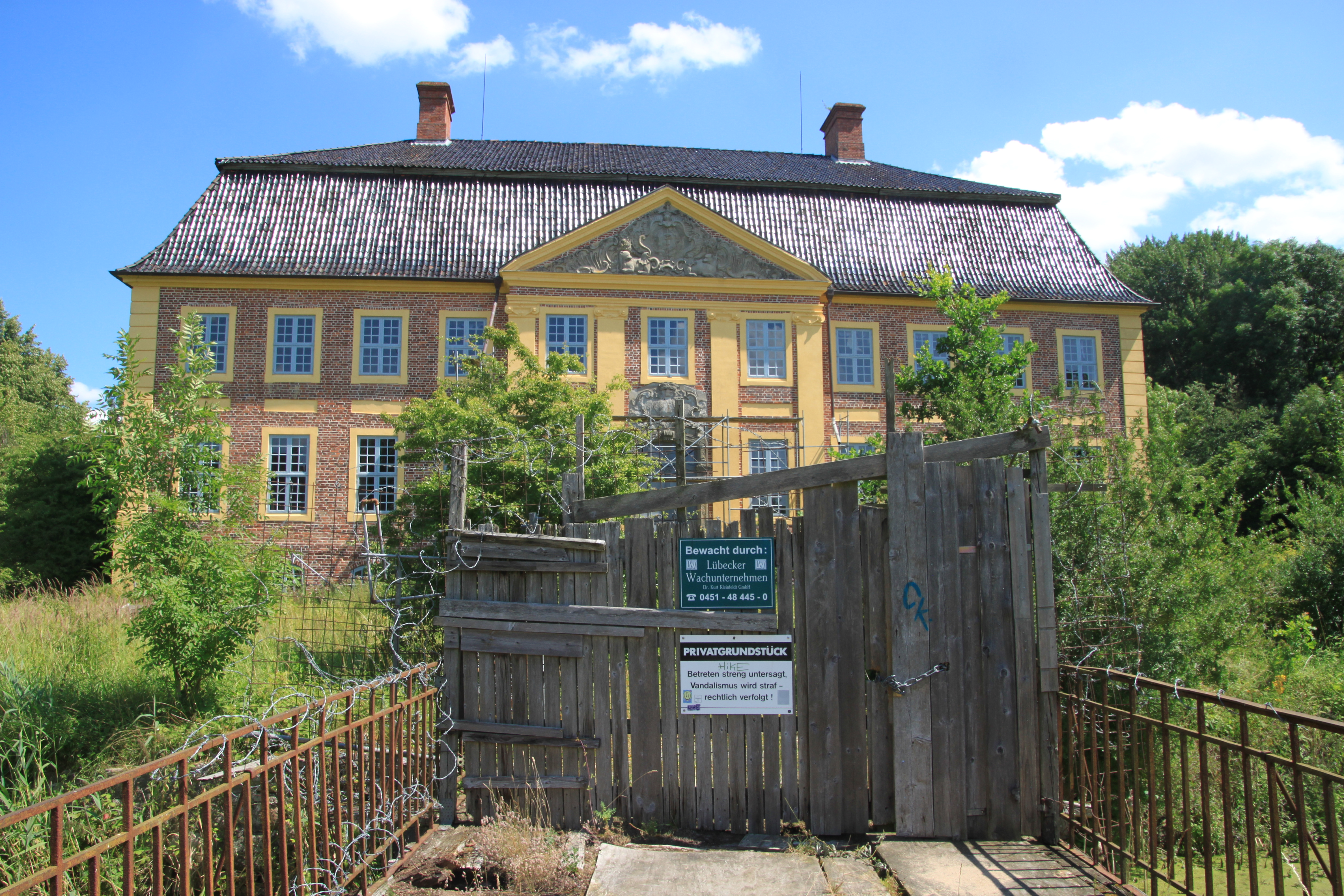
Schloss Johannstorf, Vorderansicht (2024)

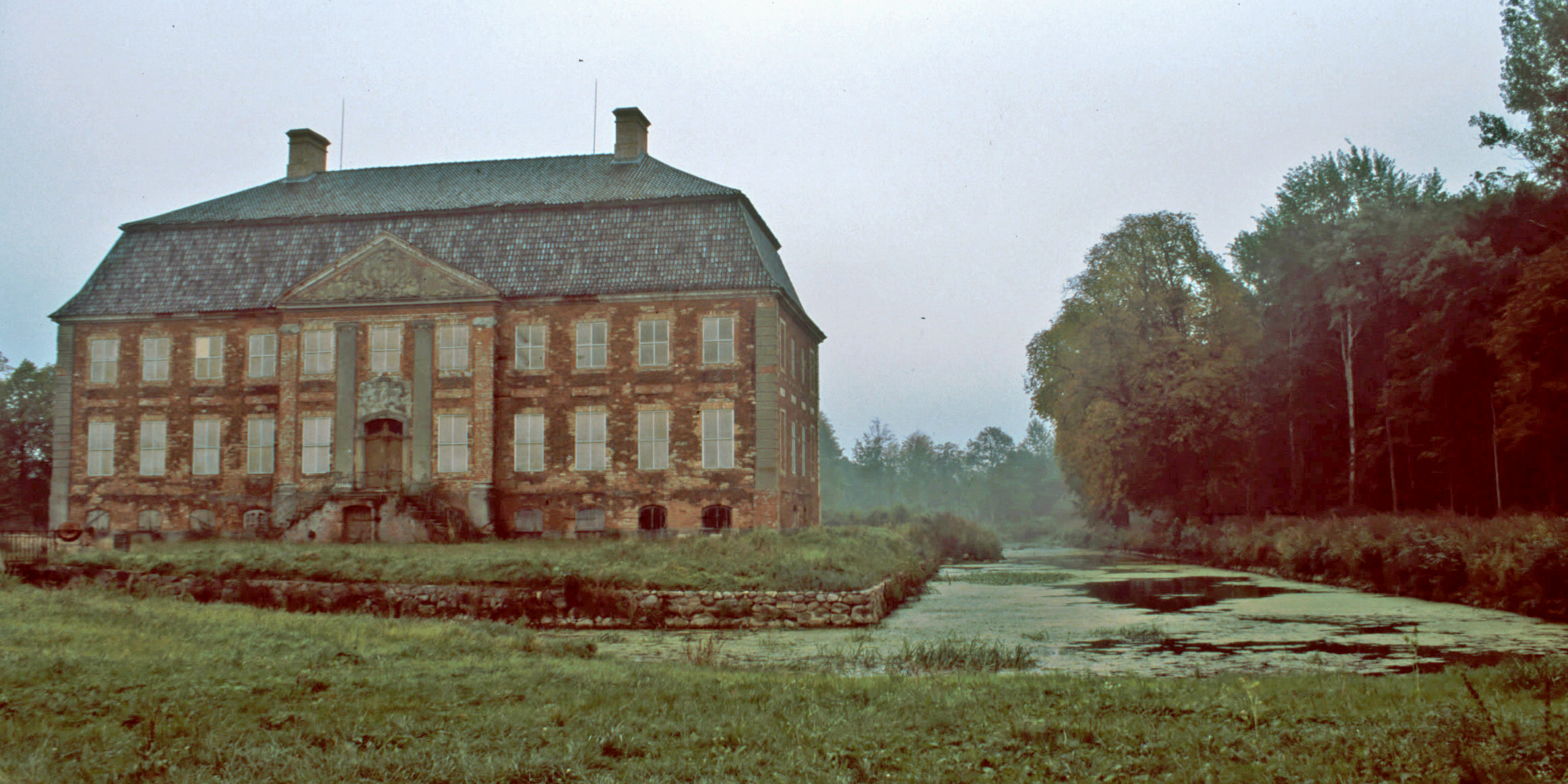
Schloss Johannstorf, 2010

Das Schloss Johannstorf (oder auch Johannstorff) war einst das Herrenhaus der gleichnamigen Gutsanlage. Es befindet sich im Landkreis Nordwestmecklenburg zwischen Travemünde und der Kleinstadt Dassow. Der sanierungsbedürftige barocke Bau stand seit mehreren Jahren leer, war nicht öffentlich zugänglich und brannte am 1. März 2025 ab.

## Geschichtlicher Überblick
Das Gut befand sich ursprünglich im Besitz der dort seit dem 16. Jahrhundert erbgesessenen Familie Buchwald. Seit der Heirat der Erbjungfer Margarete von Buchwald mit Claus Schack führten die Besitzer den Namen Schack von Buchwald. Der gottorfische Conferenzrat und Lübecker Domherr Schack von Buchwald (1705–1770) ließ das heutige Schloss ab 1743 als Nachfolger einer mittelalterlichen Wasserburg für sich und seine Frau Eleonore Elisabeth, geb. von Plessen, errichten. 1782 ging der Besitz an die Familie Eckermann, die hier über mehrere Generationen bis 1945 ansässig war. Nach Enteignung der Gutsbesitzer in der Nachkriegszeit und unter der Regierung der DDR diente das Schloss als Wohnhaus für private Zwecke.
1992 erfolgte ein Verkauf durch die damals noch selbstständige Gemeinde Pötenitz für 331.000 DM an den Investor Kurt-Peter Gaedeke, der die Anlage ähnlich dem ihm bereits gehörenden Gut Wotersen in Schleswig-Holstein entwickeln wollte. Wegen der Eigentumsverhältnisse sollte er die Anlage in zwei Teilen erwerben: das Schloss und einen Teil des Parks von der Gemeinde Pötenitz, Hof und Ställe von der bundeseigenen Bodenverwertungs- und -verwaltungs GmbH (BVVG). Die erwartete Sanierung fand allerdings nicht statt und das Gebäude verfiel in den folgenden Jahren zusehends. Der Käufer begründete dies mit Auseinandersetzungen mit benachbarten Grundstückseigentümern. Der notwendige Zuerwerb von benötigten Hofflächen in unmittelbarer Umgebung des Schlosses von der BVVG fand ebenfalls nicht statt.
2008 dienten das Schloss und das Hofgelände als Kulisse für die Dreharbeiten des Films Das weiße Band – Eine deutsche Kindergeschichte von Regisseur Michael Haneke.
Nach über zehn Jahren des Leerstands prüfte die Stadt Dassow als Rechtsnachfolgerin der Gemeinde Pötenitz seit 2007 die Möglichkeit der Rückabwicklung des Kaufvertrags, nachdem ein neuer Interessent ein Konzept für die Anlage vorgelegt hatte. Der Eigentümer verweigerte in einem Mediationsversuch allerdings den Rückkauf. Im Mai 2011 reichte die Stadt Dassow schließlich beim Landgericht Schwerin Klage gegen den Eigentümer ein und machte dabei eine Vertragsklausel geltend, die für den Fall, dass der Käufer seinen vertraglichen Verpflichtungen zu Investitionen von 1,3 Millionen Euro in den ersten fünf Jahren nicht nachkommen sollte, 30 Jahre lang eine Rückübertragung ermöglichte. Mit Urteil vom 22. Dezember 2011 gab das Gericht der Klage statt und entschied, dass der Eigentümer das Anwesen für 108.000 Euro an die Stadt Dassow zurückgeben muss. Der Beklagte legte gegen das Urteil Berufung beim Oberlandesgericht Rostock ein. Wie vom Oberlandesgericht 2013 mitgeteilt, erfolgte ein Vergleich beider Parteien. Das Schloss bleibt im Besitz von Kurt-Peter Gaedeke. Dieser verpflichtete sich, bis zum Jahr 2018 sowohl am Schloss als auch an den Nebengebäuden umfangreiche Sanierungsarbeiten vorzunehmen. Bis 2020 hatte das Herrenhaus ein neues Dach erhalten, und die Fassade war weitgehend instand gesetzt.
Am 1. März 2025 stand das Herrenhaus in Flammen. Das Hauptgebäude brannte kontrolliert ab. Der Schaden soll in Millionenhöhe liegen. Die Hofgebäude und das Torhaus verfielen weiter.

## Baulichkeiten

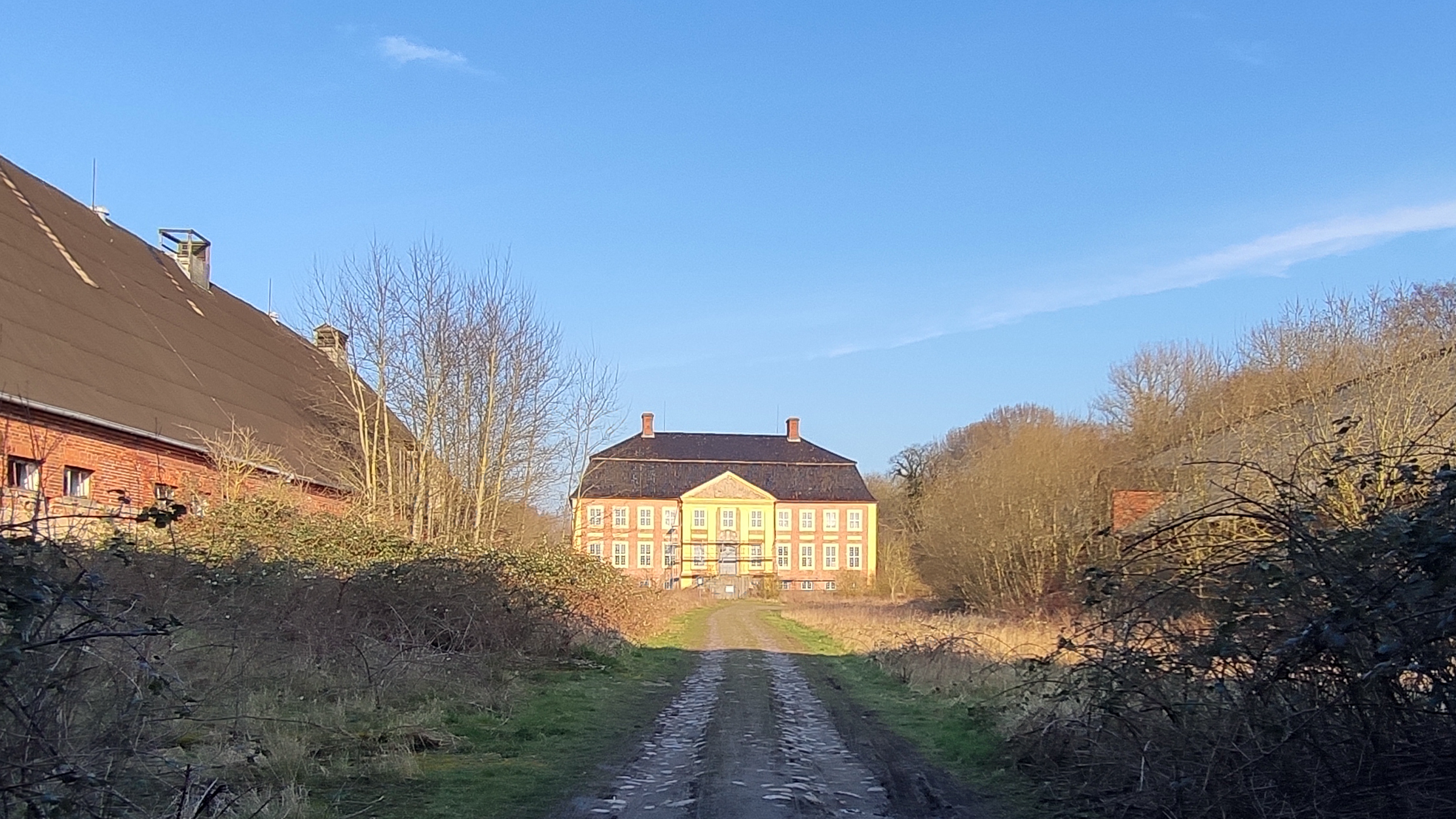
Hofansicht der Gutsanlage, März 2020

### Das Herrenhaus
Das Herrenhaus wurde ab 1743 nach Plänen Rudolph Matthias Dallins errichtet, es war sein letztes größeres Werk vor seinem Tode. Bauherr war Schack von Buchwald, dessen Frau von ihrem Bruder das Gut Basthorst erbte. Johannstorf ist ein quaderförmiger, elfachsiger Bau mit zwei Vollgeschossen über einem Souterrain und einem großen Mansarddach. Das Haus ist vollständig aus Backstein erbaut, die Ecken des Gebäudes mit angedeuteter Rustika betont. Sowohl auf der garten- als auch auf der hofseitigen Fassade springt ein dreiachsiger, übergiebelter Risalit in Kolossalordnung flach hervor. Das Hofportal und das Giebelfeld sind mit aufwendigem Sandsteindekor geschmückt. Im Giebelfeld findet sich das Wappen der Familie von Buchwald im Stern des Annenordens, umgeben von dessen Devise Amantibus Iustitiam, Pietatem, Fidem (Denen, die Gerechtigkeit, Frömmigkeit und Treue lieben).
Das Gebäude wurde 2025 durch einen Brand vollständig zerstört. Die Stadt Dassow will durch Notsicherungsmaßnahmen den Erhalt des Gebäudes sicherstellen.
Zuvor hatten sich im Inneren des Gebäudes die barocke Aufteilung mit großem Treppenhaus und Festsaal sowie Teile der Stuckierungen erhalten. Die einstige Ausstattung war schon fast vollständig verloren, das Gebäude hatte seit mehreren Jahren weitgehend leer gestanden. Das Schloss war stark sanierungsbedürftig. Die Fenster und Türöffnungen waren zum Schutz vor Vandalismus durch Bretter verschlossen, die Hofinsel nicht zugänglich.

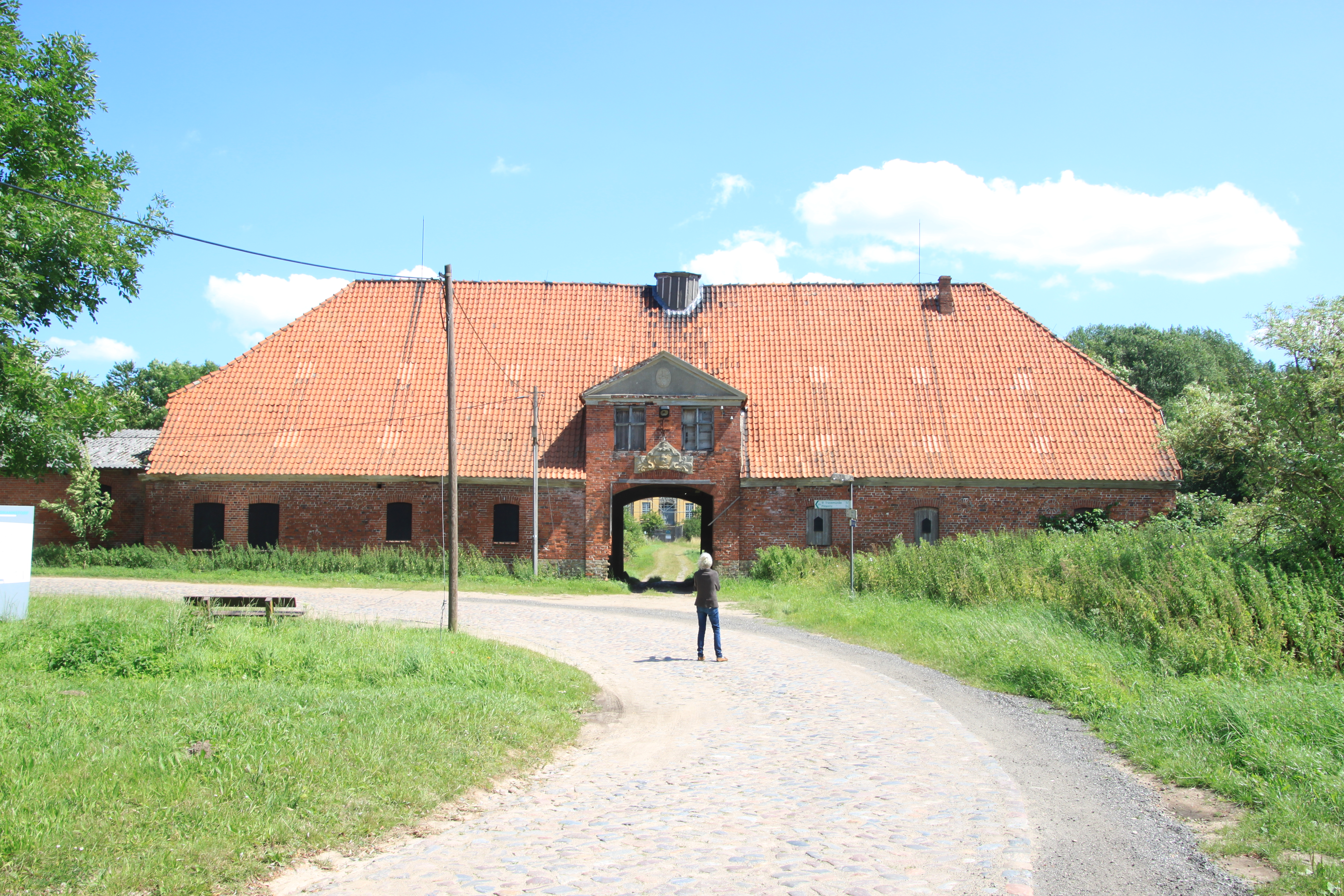
Torhaus mit abgängigem Dachreiter (2024)

### Hofanlage und Garten
Die Ruine steht am Ende eines westlich gerichteten Wirtschaftshofs oberhalb des Dassower Sees auf einer nahezu quadratischen Hofinsel, deren Gräben durch mangelnde Pflege in den letzten Jahrzehnten zunehmend versumpfen. Die Anlage ist in ihrem Aufbau vermutlich durch das nicht weit entfernte Schloss Bothmer inspiriert, wenngleich hier in einer weniger aufwendigen Variante lediglich das Herrenhaus von Wasser umgeben ist und auf die pavillonartigen Flügelbauten verzichtet wurde.
Der Hof selbst wurde durch die Nebengebäude der einstigen Gutsanlage gebildet, die aus Scheunen und Stallungen sowie einem vorgelagerten Torhaus bestand. Die Wirtschaftsgebäude, das Torhaus und der Hof sind in einem ruinösen Zustand, ebenso wie das Schloss vor dem Brand. Östlich des Herrenhauses schließt sich eine verwilderte Gartenanlage an, in deren Grundzügen noch die Reste des einstmals barocken Gartens zu erkennen sind.
Der Dachreiter des Torhauses wurde im Zweiten Weltkrieg beschädigt. Von den Flüchtlingsfamilien, die im Schloss nach dem Krieg Zuflucht gefunden hatten, wurde das Gerüst des Dachreiters abgebaut und ohne Ziegel in der großen Eingangshalle wieder aufgebaut verwahrt. Er wurde 1992 noch in diesem Zustand gezeigt.